# Nagasaki
Nagasaki (長崎 Nagasakiⓘ?) es una ciudad japonesa, capital de la prefectura de Nagasaki, ubicada sobre la costa sudoeste de la isla de Kyūshū. Tenía una población estimada, en septiembre de 2021, de 401 515 habitantes. Su nombre significa "cabo largo". 
Durante la Segunda Guerra Mundial, Nagasaki  fue la segunda ciudad de la historia que fue sufrió un bombardeo nuclear. El 9 de agosto de 1945, el ejército de los Estados Unidos de América lanzó sobre la ciudad una bomba atómica, destruyéndola casi totalmente. Hasta la fecha, Nagasaki es la última ciudad donde se ha realizado un ataque nuclear en un conflicto bélico.

## Historia

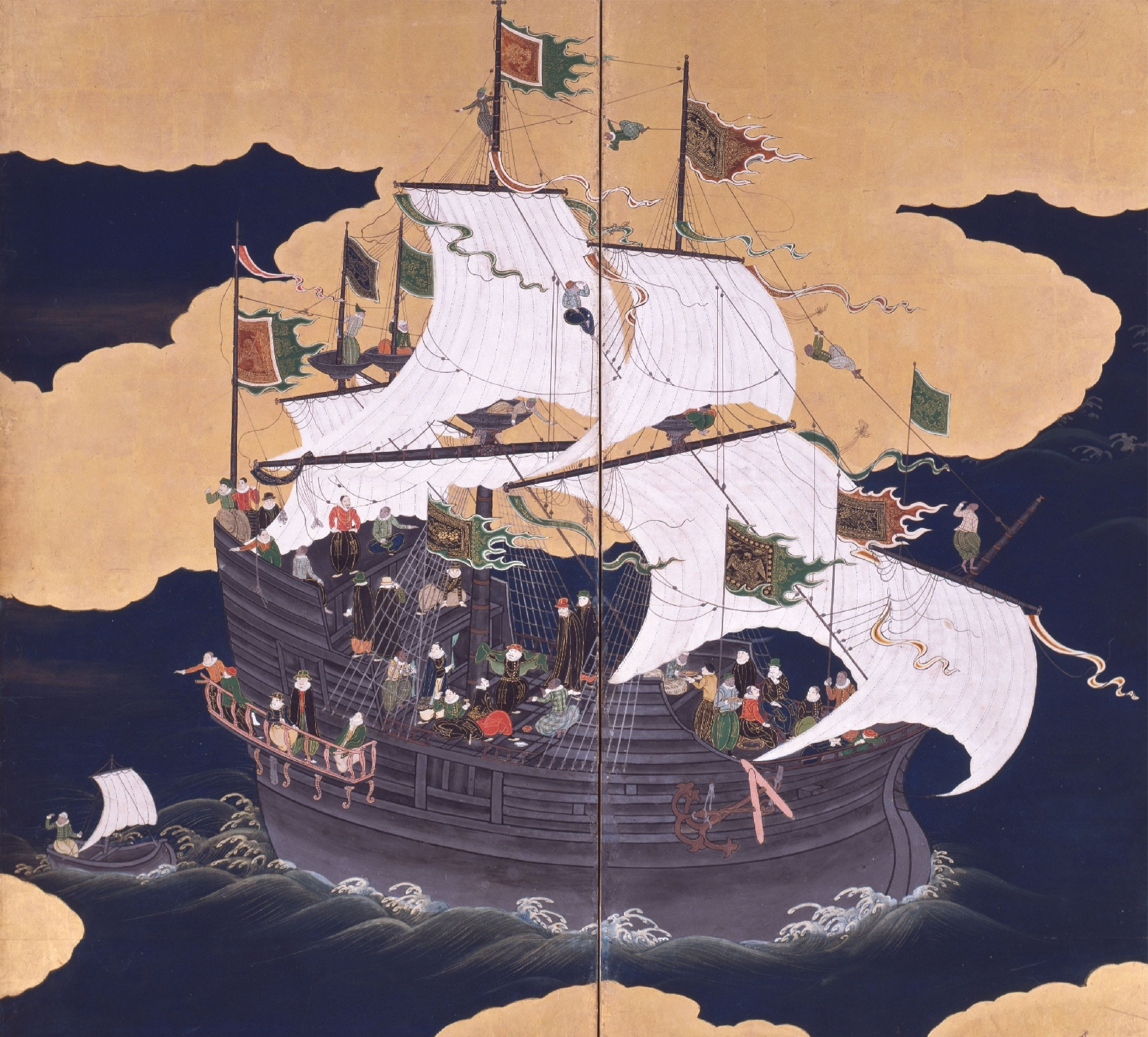
Imagen de una carraca portuguesa en Nagasaki. Biombo japonés del.

Fue fundada en 1571 por navegantes portugueses. Originalmente fue una villa puerto de poca importancia hasta la llegada de exploradores portugueses.
La pequeña villa puerto se convirtió rápidamente en una ciudad portuaria diversa por la cual ingresaron muchos productos importados de Portugal (como el tabaco, el pan, el tempura, el bizcochuelo, y nuevos estilos de vestimenta). Muchos de estos productos fueron asimilados por la cultura popular japonesa. Los portugueses también trajeron consigo muchos productos de origen chino.
Compitiendo con los portugueses, los neerlandeses se fueron introduciendo en Japón silenciosamente para esta época, a pesar de la decisión oficial del shogunato de terminar definitivamente toda influencia extranjera en el país. Durante la rebelión Shimabara (finales de 1637-comienzos de 1638) disparando contra los cristianos los neerlandeses demostraron que su interés era exclusivamente comercial y a favor del shōgun. Por tal motivo en 1641 les fue otorgado Dejima, una isla artificial en la bahía de Nagasaki, como base de operaciones. Desde esta fecha hasta 1855 el contacto de Japón con el exterior se limitó exclusivamente a Nagasaki. 
En 1720 se levantó la prohibición sobre los libros neerlandeses, creando así una gran ola migratoria interna hacia Nagasaki de estudiosos de las ciencias y artes europeas.
Luego de que el comodoro estadounidense Matthew Perry llegara a Japón en 1853 el shōgun decidió abrir las puertas del país nuevamente. Nagasaki se convirtió en puerto libre en 1859 y la modernización comenzó en 1868. Con la restauración Meiji, Nagasaki se convirtió rápidamente para asumir cierto dominio económico. Su principal industria fue la construcción de embarcaciones.

### Bastión católico de Japón

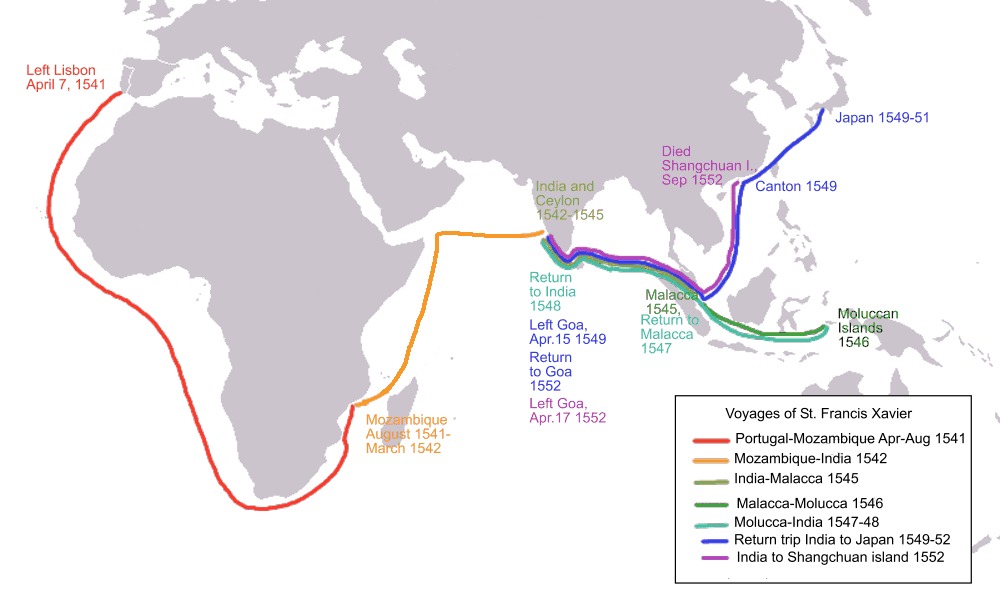
Mapa del viaje de san Francisco Javier a mediados del.

A mediados del siglo XVI, cuando una embarcación portuguesa accidentalmente encalló en la Tanegashima en 1543. El misionero jesuita san Francisco Javier arribó en otra parte del territorio en 1549, convirtiendo a varios daimyō (señores feudales).

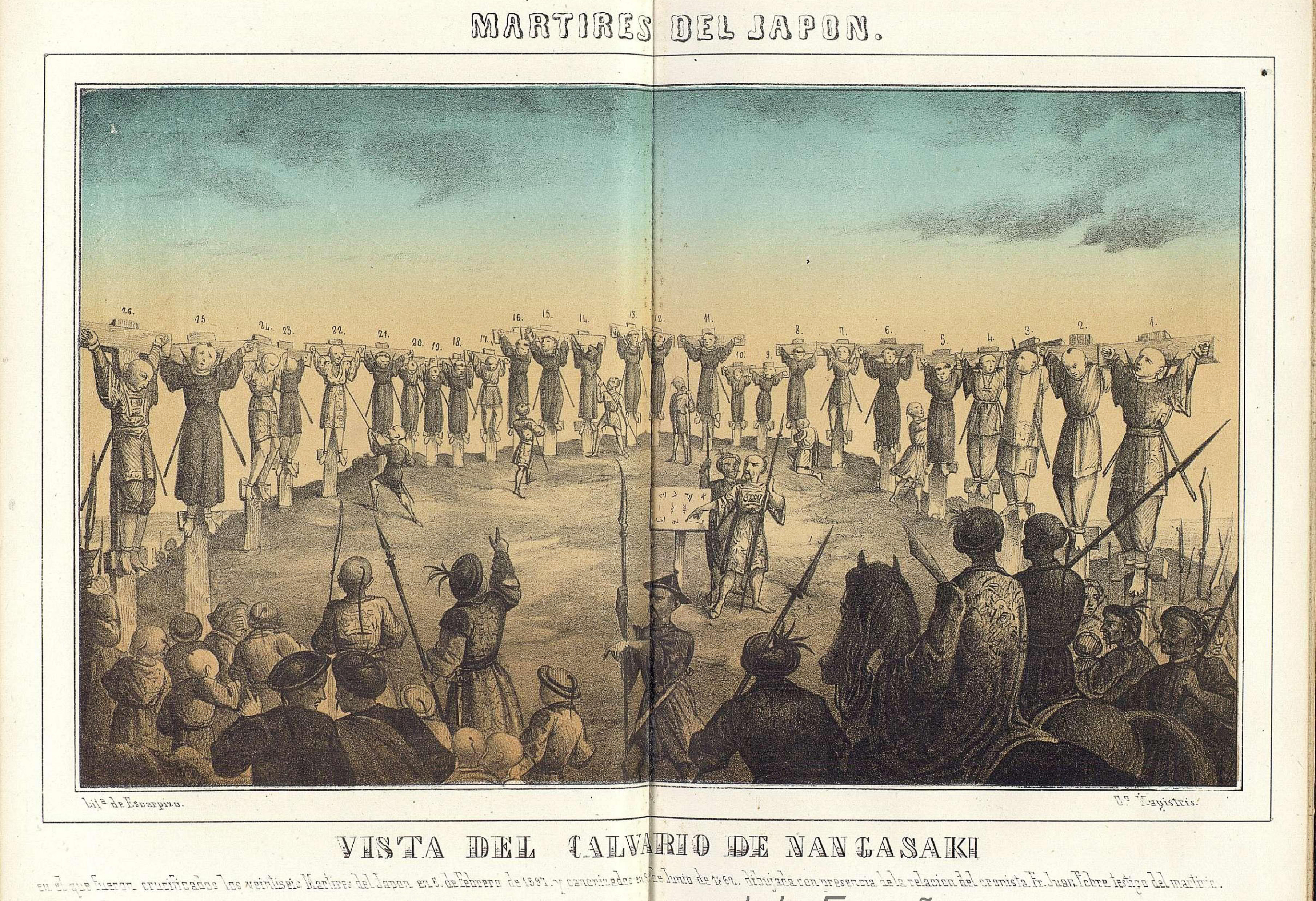
Los 26 mártires de Japón ejecutados mediante crucifixión el 5 de febrero del año 1597 en Nagasaki.

En 1587 la prosperidad de Nagasaki fue amenazada cuando Hideyoshi Toyotomi subió al poder. Preocupado por la gran influencia cristiana en el sur del Japón, ordenó la expulsión de todos los misioneros. Los jesuitas habían ya adquirido control administrativo parcial sobre Nagasaki, y la ciudad regresó entonces al control del Shōgun. Cristianos tanto japoneses como extranjeros fueron perseguidos y Hideyoshi crucificó a veintiséis cristianos en Nagasaki el 5 de febrero de 1597 para prevenir cualquier intento de usurpación de su poder, entre ellos san Pablo Miki (ver el artículo Los 26 mártires de Japón). Los mercaderes portugueses, sin embargo, no fueron perturbados, y así la ciudad continuó su desarrollo. Cuando el shōgun Tokugawa Ieyasu sube al poder aproximadamente veinte años más tarde, las condiciones no mejoraron demasiado. El cristianismo fue prohibido por completo en el año 1614 y todos los misioneros fueron deportados, así como aquellos japoneses que no renunciaran al cristianismo. Le siguió a esto una brutal campaña de persecución, resultando en miles de muertos o torturados en Nagasaki y otras partes del Japón. Al comienzo los cristianos opusieron resistencia, llegando en 1637 a formarse la Rebelión de Shimabara, donde más de 40 000 cristianos liderados por Amakusa Shirō tomaron el castillo Hara. El shōgun envió 120 000 soldados para aniquilar la rebelión, dando fin así al breve "siglo cristiano" en Japón. Los pocos cristianos en sobrevivir terminaron sus días escondidos y perseguidos. En la península de Shimabara, la mayoría de los poblados sufrieron por la falta de población debido a la rebelión. Con la finalidad de mantener la siembra de arroz y otros cultivos se trajeron inmigrantes de otras áreas de Japón para repoblar la zona. El budismo fue promovido fuertemente en la región. Algunas costumbres que fueron introducidas en la península, se mantienen hasta el día de hoy.
Kakure Kirishitan (隠れキリシタン?  japonés para "cristiano oculto") es un término para referirse a un miembro japonés de la Iglesia católica que pasó a la clandestinidad luego de la Rebelión de Shimabara en la década de 1630.

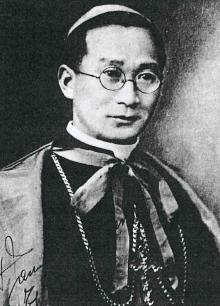
Januarius Kyunosuke Hayasaka, obispo de Nagasaki, en 1927 fue el primer obispo japonés.

Esta "Iglesia de las Catacumbas" adoraba en cuartos secretos y en sus hogares. Al pasar el tiempo las figuras de los santos y de la Virgen María fueron transformados en figurines se asemejaban a las tradicionales estatuas de Buda y de los bodhisattvas. Las plegarias fueron adaptadas a los cantos parecidos a los budistas, manteniendo muchas palabras sin traducir del latín, español y portugués. La Biblia se pasaba tradicionalmente, debido a que las versiones impresas eran confiscadas por las autoridades. Debido a la expulsión de los sacerdotes, la dirección de los cristianos quedó en manos de laicos que bautizaban a los nuevos cristianos.
La Virgen María era conocida como nandogami o la madre en la alacena ya que la imagen la colocaban en las alacenas del hogar.
El 22 de mayo de 1876 fue fundada la arquidiócesis de Nagasaki como el vicariato apostólico del sur de Japón y fue segregado del vicariato apostólico de Japón. 
En 1889 se proclamó en Japón la plena libertad religiosa y el 15 de junio de 1891 fue erigida canónicamente la diócesis de Nagasaki, que en el 1927 acoge como pastor a monseñor Januarius Kyunosuke Hayasaka, que es el primer obispo japonés y es consagrado personalmente por el papa Pío IX. Maximiliano Kolve, en su estancia en Japón, contó con el apoyo del obispo Hayasaka, que le nombró profesor del seminario de Nagasaki.
En 1910 existían en la gran provincia de Nagasaki casi 50 000 cristianos, un obispo, 26 clérigos, 67 iglesias, un seminario con 31 seminaristas, seis escuelas, tres hospitales y multitud de otros centros asistenciales (leproserías, internados de señoritas, asilos...).
Y ya para 1929 de 94 096 católicos nipones unos 63 698 eran de Nagasaki.

### Segundo blanco atómico

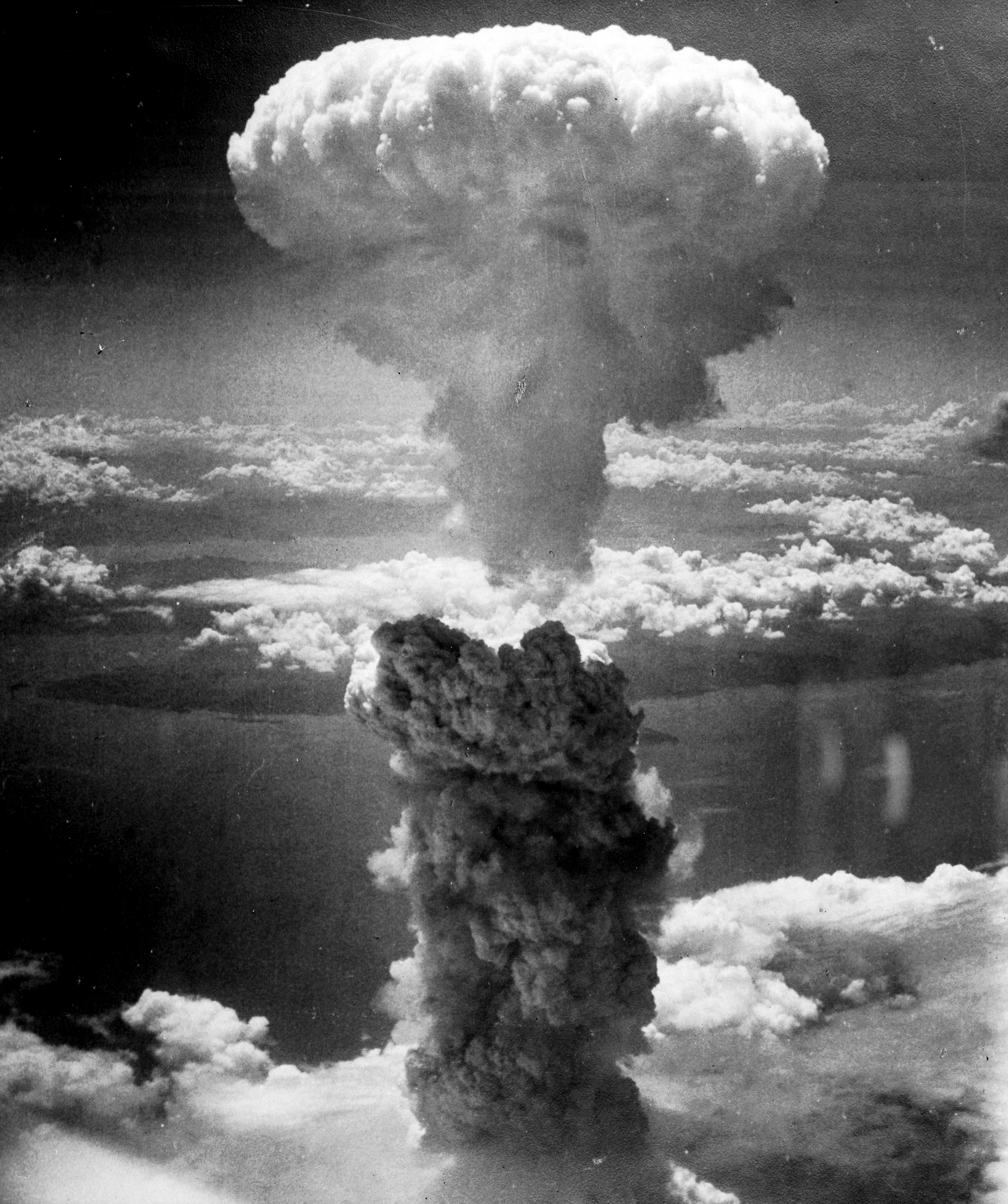
Nube en forma de hongo provocada por la explosión de la bomba atómica sobre la ciudad de Nagasaki.

El 9 de agosto de 1945 se lanzó sobre ella la segunda bomba atómica. El bombardero estadounidense "Bockscar" tenía orden de atacar astilleros, pero se encontró con la fábrica de armas Mitsubishi, sobre la cual dejó caer la bomba atómica Fat Man, la segunda detonada sobre Japón y más poderosa que la de Hiroshima. (ver Hiroshima para un relato de la primera explosión). 
Inicialmente el blanco era Niigata, pero estaba lloviendo; se cambió a Kokura, pero había niebla espesa y no se pudo ubicar, y a falta de combustible y con la misión en peligro, Charles Sweeney se decidió finalmente por Nagasaki, el último blanco alternativo. El Great Artist, actuando como avión meteorológico, informó que existía un claro visible entre las nubes, mientras que el Bockscar solo tenía combustible para una sola pasada. Al llegar, el avión encontró un cerrado techo de nubes, ante lo cual tenía que decidir si la arrojaba o volvía. Finalmente, se decidió el bombardeo por radar.

### Efectos del bombardeo

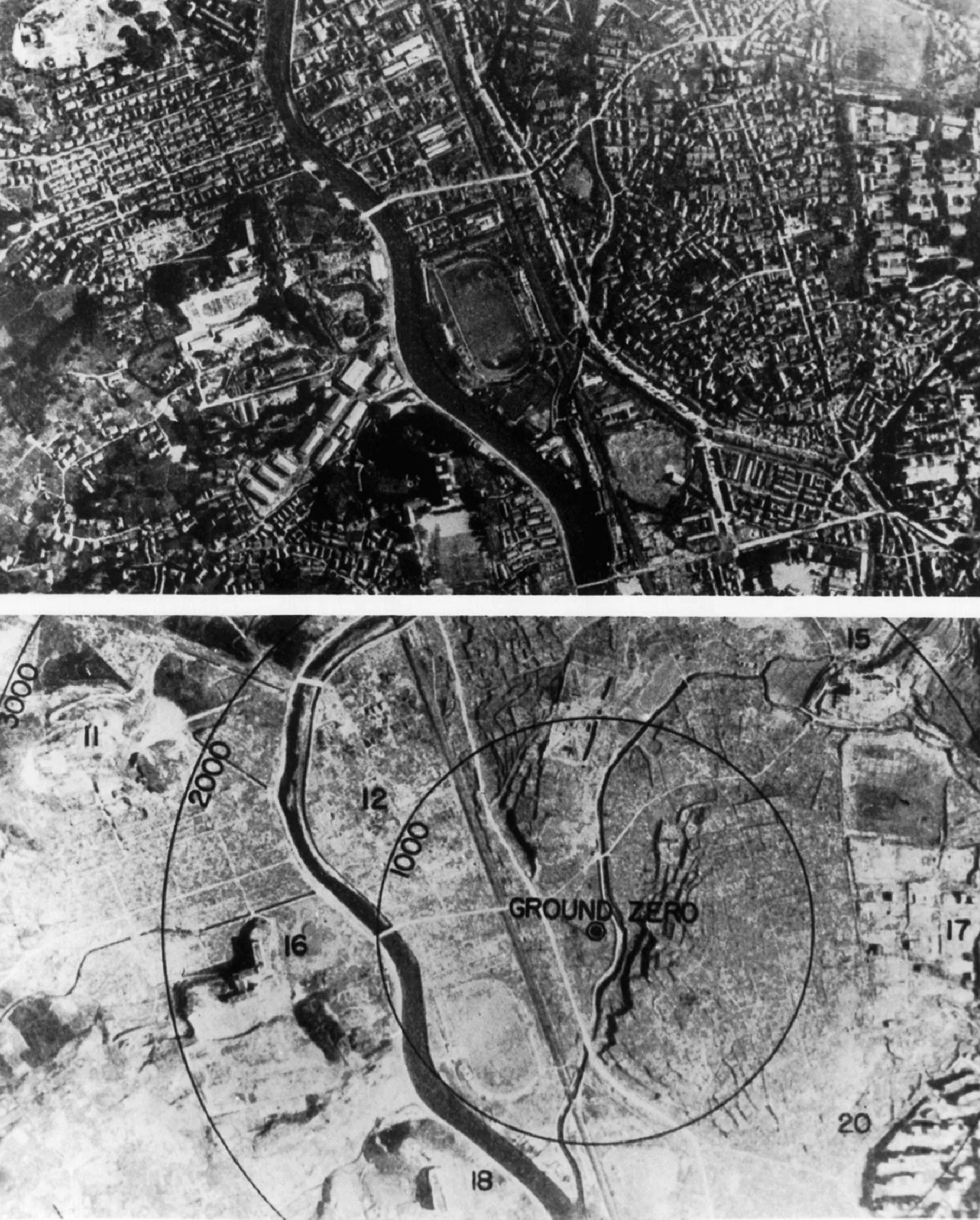
Nagasaki, antes y después de la bomba atómica.

A pesar de que la bomba falló por una distancia considerable, arrasó casi la mitad de la ciudad, al caer a un costado del valle de Urakami, donde se emplazaba Nagasaki. 35 000 de sus 240 000 habitantes murieron instantáneamente, seguidos por la muerte de una suma equivalente por enfermedades y heridas. Entre los fallecidos figuran 6200 de los 7500 trabajadores japoneses de la planta de municiones de Mitsubishi, otros 24000 (incluyendo 2000 coreanos) que trabajaban en plantas de guerra en la ciudad, además de 150 soldados japoneses.

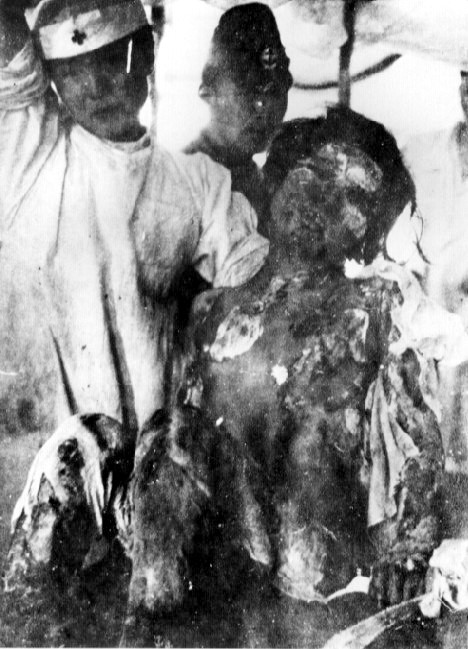
Víctima atómica de Nagasaki.

El terreno donde se encuentra la ciudad es muy montañoso, lo cual limitó los efectos de las ondas expansivas de la explosión inicial. De todos modos, la destrucción, el caos y el horror fueron similares a los de Hiroshima. La bomba explotó a 500 metros de la original catedral de Urakami destruyéndola y matando a quienes estaban dentro, por lo que catorce años después, en 1959, se reconstruyó. Fue tal la estupefacción de los cuarteles militares y el grado de impacto tanto de civiles como militares, que Nagasaki no se inspeccionó hasta después de una semana, cuando la ciudad era ya un osario silencioso. Los que lograron sobrevivir más allá del radio de acción de la bomba tuvieron que asistir a las oleadas de heridos, en su mayoría graves.
En esta zona se incendiaron las estructuras de acero de los edificios de hormigón. Los árboles fueron arrancados desde la raíz y quemados por el calor. Algunas personas tuvieron quemaduras en todo el cuerpo, otros perdieron la vista, pero lo que causó impacto, fueron las progresivas deformaciones que afectaron a la población, pues éstas no se manifestaban en el acto, sino semanas, meses, e incluso años después de la detonación.

### Consecuencias
Japón se rindió seis días después de esta destrucción.

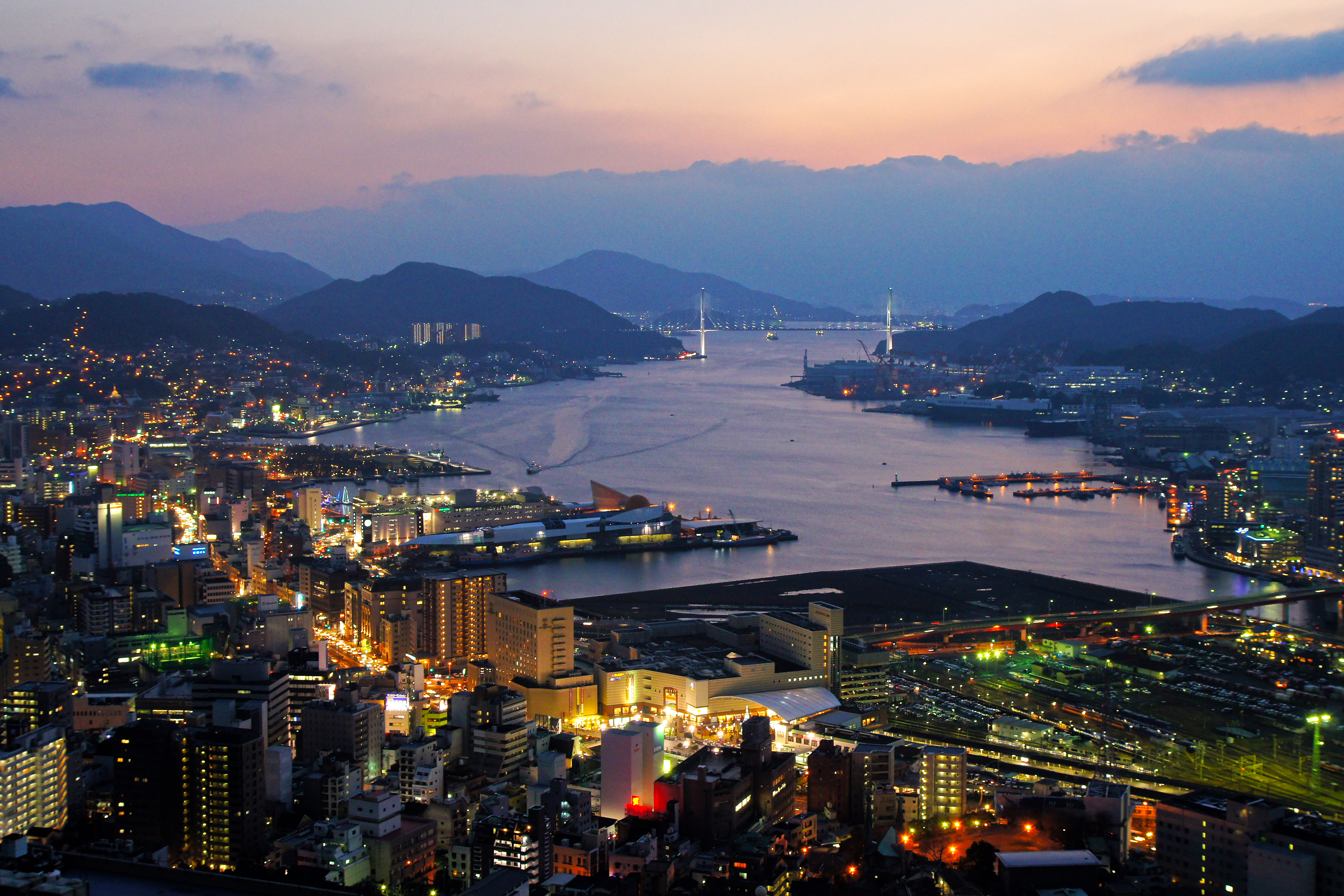
Vista nocturna de la ciudad en el

Tras la guerra, la ciudad fue reconstruida, aunque ampliamente modificada. Se construyeron nuevos templos e iglesias. Algunos de los escombros fueron dejados intactos en memoria y se levantaron nuevas edificaciones con el mismo objetivo, como el museo de la bomba atómica. Nagasaki es hoy día una ciudad portuaria con una rica industria naval.

## Geografía
Nagasaki yace en parte en la península Nishisonogi (西彼杵半島) y limita con las ciudades Isahaya y Saikai y con el distrito Nishisonogi.

## Clima
La ciudad cuenta con un clima subtropical húmedo.
| Parámetros climáticos promedio de Nagasaki (1981～2010) | Parámetros climáticos promedio de Nagasaki (1981～2010) | Parámetros climáticos promedio de Nagasaki (1981～2010) | Parámetros climáticos promedio de Nagasaki (1981～2010) | Parámetros climáticos promedio de Nagasaki (1981～2010) | Parámetros climáticos promedio de Nagasaki (1981～2010) | Parámetros climáticos promedio de Nagasaki (1981～2010) | Parámetros climáticos promedio de Nagasaki (1981～2010) | Parámetros climáticos promedio de Nagasaki (1981～2010) | Parámetros climáticos promedio de Nagasaki (1981～2010) | Parámetros climáticos promedio de Nagasaki (1981～2010) | Parámetros climáticos promedio de Nagasaki (1981～2010) | Parámetros climáticos promedio de Nagasaki (1981～2010) | Parámetros climáticos promedio de Nagasaki (1981～2010) |
| Mes                                                     | Ene.                                                    | Feb.                                                    | Mar.                                                    | Abr.                                                    | May.                                                    | Jun.                                                    | Jul.                                                    | Ago.                                                    | Sep.                                                    | Oct.                                                    | Nov.                                                    | Dic.                                                    | Anual                                                   |
| ------------------------------------------------------- | ------------------------------------------------------- | ------------------------------------------------------- | ------------------------------------------------------- | ------------------------------------------------------- | ------------------------------------------------------- | ------------------------------------------------------- | ------------------------------------------------------- | ------------------------------------------------------- | ------------------------------------------------------- | ------------------------------------------------------- | ------------------------------------------------------- | ------------------------------------------------------- | ------------------------------------------------------- |
| Temp. máx. abs. (°C)                                    | 21.3                                                    | 22.6                                                    | 24.4                                                    | 29.0                                                    | 34.6                                                    | 36.4                                                    | 37.0                                                    | 36.6                                                    | 36.1                                                    | 33.7                                                    | 27.4                                                    | 23.8                                                    | 37.0                                                    |
| Temp. máx. media (°C)                                   | 8.0                                                     | 9.4                                                     | 13.7                                                    | 20.6                                                    | 25.5                                                    | 28.6                                                    | 32.2                                                    | 31.5                                                    | 27.5                                                    | 22.7                                                    | 16.8                                                    | 11.1                                                    | 20.6                                                    |
| Temp. mín. media (°C)                                   | 1.5                                                     | 2.7                                                     | 6.4                                                     | 12.1                                                    | 17                                                      | 21.1                                                    | 24.9                                                    | 24.5                                                    | 20.3                                                    | 15.0                                                    | 8.9                                                     | 3.4                                                     | 13.2                                                    |
| Temp. mín. abs. (°C)                                    | -5.2                                                    | -4.8                                                    | -3.6                                                    | 0.2                                                     | 5.3                                                     | 8.9                                                     | 15.0                                                    | 17.0                                                    | 11.1                                                    | 4.9                                                     | -0.2                                                    | -3.9                                                    | -5.2                                                    |
| Precipitación total (mm)                                | 64.0                                                    | 85.7                                                    | 132.0                                                   | 151.3                                                   | 179.3                                                   | 314.6                                                   | 314.4                                                   | 195.4                                                   | 188.8                                                   | 85.8                                                    | 85.6                                                    | 60.8                                                    | 1857.7                                                  |
| Nevadas (cm)                                            | 2                                                       | 1                                                       | 0                                                       | 0                                                       | 0                                                       | 0                                                       | 0                                                       | 0                                                       | 0                                                       | 0                                                       | 0                                                       | 1                                                       | 4                                                       |
| Días de precipitaciones (≥ 0.5 mm)                      | 11.1                                                    | 9.9                                                     | 12.5                                                    | 10.8                                                    | 10.6                                                    | 13.5                                                    | 11.6                                                    | 9.8                                                     | 9.7                                                     | 6.2                                                     | 9.0                                                     | 10.0                                                    | 124.7                                                   |
| Días de nevadas (≥ 1 mm)                                | 1.2                                                     | 0.9                                                     | 0.2                                                     | 0.0                                                     | 0.0                                                     | 0.0                                                     | 0.0                                                     | 0.0                                                     | 0.0                                                     | 0.0                                                     | 0.0                                                     | 0.2                                                     | 2.5                                                     |
| Horas de sol                                            | 102.8                                                   | 119.7                                                   | 148.5                                                   | 174.7                                                   | 184.4                                                   | 135.3                                                   | 178.7                                                   | 210.7                                                   | 172.8                                                   | 181.4                                                   | 137.9                                                   | 119.1                                                   | 1866                                                    |
| Humedad relativa (%)                                    | 66                                                      | 64                                                      | 66                                                      | 68                                                      | 72                                                      | 79                                                      | 80                                                      | 75                                                      | 73                                                      | 67                                                      | 67                                                      | 66                                                      | 70                                                      |
| Fuente n.º 1: Japan Meteorological Agency               |                                                         |                                                         |                                                         |                                                         |                                                         |                                                         |                                                         |                                                         |                                                         |                                                         |                                                         |                                                         |                                                         |
| Fuente n.º 2: Japan Meteorological Agency (records)     |                                                         |                                                         |                                                         |                                                         |                                                         |                                                         |                                                         |                                                         |                                                         |                                                         |                                                         |                                                         |                                                         |

## Ciudades hermanadas
- San Isidro (Argentina)
- Santos (Brasil)
- Fuzhou (China)
- Saint Paul (Estados Unidos)
- Vaux-sur-Aure (Francia)
- Midelburgo (Países Bajos)
- Oporto (Portugal)